# Christian Schumacher (Regisseur)
Christian Schumacher (* 1964 in Hamm/Westfalen) ist ein deutscher Regisseur und Drehbuchautor. 

## Leben und Werk
Schumacher studierte an der Bergischen Universität Wuppertal (Kommunikationsdesign, Fachbereich 5:Design). Er schloss sein Studium in der Filmklasse von Ursula Wevers mit seinem Filmdebüt „Uriel“ ab. Während seines Studiums inszenierte Schumacher Kurzfilme sowie den 45-minütigen Essayfilm „Zeit-Worte“ für das Goethe-Institut in München.
Schumacher inszenierte TV-Serien (RTL, Pro7), TV-Movies (ARD), produzierte, schrieb und realisierte diverse TV-Essays (arte/ZDF). Sein Debüt als Regisseur gab er 1999 mit der Fernsehserie Klinikum Berlin Mitte. Er war 2001 Regisseur von „Männer sind zum Abgewöhnen“ und 2002 Co-Regisseur und Co-Drehbuchautor von „Der ausgestopfte Mohr“ und 2004 „Die Anderen - der Sklavenhandel des Kurfürsten“. Schumacher führte bei einer Reihe von Folgen von „Hinter Gittern - der Frauenknast“ Regie und zeichnet für eine Reihe von Werbe-Trailern verantwortlich u. a. „Verbotene Liebe“, „Verliebt in Berlin“, „Die Wache“.